# 第30装甲擲弾兵旅団 (ドイツ連邦陸軍)
第30装甲擲弾兵旅団「アルプ旅団」（だい30そうこうてきだんへいりょだん、ドイツ語：Panzergrenadierbrigade 30 "Alb-Brigade"）は、ドイツ連邦陸軍の旅団の一つ。第10装甲師団隷下にあって、旅団司令部をエルヴァンゲンに置き、旅団隷下部隊はバーデン＝ヴュルテンベルク州に駐屯していた。

## 歴史

### 第1次編制
1958年5月12日にレーゲンスブルクにてC4戦闘群が編成され、同年エルヴァンゲンに移駐する。エルヴァンゲンでは最初の部隊である第24擲弾兵大隊が編成される。

### 第2次編制
1959年3月に戦闘群は第30装甲旅団に改編される。旅団は当初から第10装甲師団隷下にあった。陸軍第2次編制期の旅団隷下部隊は以下のとおり。
- 第302装甲擲弾兵大隊　在エルヴァンゲン（第24擲弾兵大隊を母体に1958年10月1日に編成）
- 第104戦車大隊　在ハイデンハイム（1960年11月17日に編成）
- 第302装甲砲兵大隊　在ドナウヴェルト（1958年12月1日に編成された第285砲兵大隊を母体に1964年1月1日に編成）
- 第300装甲工兵中隊（第502重整備中隊を母体に1959年12月1日に編成）
- 第306補給大隊第3中隊（第502重整備中隊を母体に1959年12月1日に編成）
- 旅団司令部中隊偵察小隊（1962年10月1日編成、1971年10月1日に独立部隊として第300装甲偵察小隊が編成し第10装甲偵察大隊隷下となる）
- 第300戦車駆逐中隊　在インゴルシュタット（エルヴァンゲンにて1968年5月1日に編成）
- 第284戦車大隊　在ドルンシュタット（1968年10月4日まで第28装甲旅団隷下にあった第281装甲擲弾兵大隊を改称）

### 第3次編制
1970年に第284戦車大隊は第304戦車大隊に改称する。ハイデンハイムの第104戦車大隊は1971年10月1日に第304戦車大隊に改編され第10装甲旅団から編入される。第306補給大隊は1971年に解隊され第3中隊は第300整備中隊となる。輸送中隊は1974年に第300補給中隊に改編される。第300装甲偵察小隊は1979年7月にエルヴァンゲンへ移駐し再び旅団司令部中隊隷下に編入する。

### 第4次編制
1981年4月1日に第30装甲旅団から第30装甲擲弾兵旅団に改編される。第301装甲擲弾兵大隊と第303装甲擲弾兵大隊が旅団編制に加入する。1989年から1991年にかけて第5次陸軍編制の枠組みにおいて大規模部隊実験の一環で「幹部迅速成長」実験の全3事例を実証する。

### 第5次編制
1992年から1994年射掛けて旅団は大規模な再編成を実施する。第301、第302、第303の全3個装甲擲弾兵大隊は解隊される、残りの第305装甲砲兵大隊、独立中隊、司令部および装甲工兵中隊は残存した。シュテッテンの第294装甲擲弾兵大隊とミュンジンゲンの第285装甲擲弾兵大隊が隷下に編入される（第28と第29装甲旅団から）。第282装甲擲弾兵大隊は非現役部隊となり（改編基幹部隊は第294装甲擲弾兵大隊）、第284装甲擲弾兵大隊も非現役部隊となる（改編基幹部隊は第304戦車大隊で1992年に編入）。両部隊とも基幹部隊と同様に解隊するまで予備役兵を運用し、緊急時には急速に戦力化される。旅団直轄部隊は次の部隊であった。第504拠点衛生センター、非現役の第300野戦予備中隊、第300駆逐戦車中隊および第300装甲工兵中隊で旅団司令部中隊から非現役の第300装甲偵察中隊（エーバーン）が除外された。
1993年4月にフランケシュアルプスおよびシュヴァーベンアルプスの地元旅団として愛称「アルプ旅団」が与えられる。
旅団は1995年、1997年および2000年に和平履行部隊（IFOR）と平和安定化部隊(SFOR)に部隊を派遣している。1999年以降、第30装甲擲弾兵旅団はSFOR派遣部隊に対して訓練を施した。1999年に旅団は緊急展開部隊の枠組みで第2軍団における緊急展開任務を遂行する。2002年にメルリッヒシュタットの第352装甲擲弾兵大隊と第362装甲擲弾兵大隊およびキュルスハイムの第363戦車大隊が旅団に編入される。2003年にクーゼルの第345装甲教育砲兵大隊と統合する。2003年、旅団隷下部隊はSFOR、KFOR、国際治安支援部隊（ISAF）およびアライド・ハーモニー作戦の第6次派遣隊に出動している。2004年に第282装甲擲弾兵大隊、第284戦車大隊、第304戦車大隊および第300装甲偵察中隊が解隊する。第285装甲砲兵大隊は2004年まで旅団に残った。2005年に第4次ISAF派遣隊としてカーブルに、第8次ISAF派遣隊およびコソボの第11次コソボ治安維持部隊（KFOR）派遣隊に出動した。2006年、メルリッヒシュタットの第352装甲擲弾兵大隊、キュルスハイムの第363戦車大隊と第300装甲工兵中隊が解隊される。2008年3月31日に旅団は解隊する。2003年1月1日から隷属した第345装甲教育砲兵大隊（クーゼル）は陸軍部隊旅団に配転する。第294装甲擲弾兵大隊（シュテッテン・アム・カルテン・マルクト）、第300野戦予備中隊（エルヴァンゲン）は旅団と同時に解隊された。旅団の最終任務は危機からの防衛準備、国土防衛・国民支援業務および人道的平和維持活動に出動していた。
旅団は長年の社会的貢献を称えられ、解隊前に連邦軍社会福祉名誉黄金メダルを授与された。1999年9月からケーニヒスブロンが旅団の後援都市となる。また、旅団は隣国のオーストリア共和国マウターン・アン・デア・ドナウに駐屯するオーストリア連邦陸軍第3装甲擲弾兵旅団と協力関係を持っていた。

## 歴代旅団長
| 代 | 氏名                                                             | 着任          | 離任          |
| -- | ---------------------------------------------------------------- | ------------- | ------------- |
| 1  | ヴェルナー・ドリュウズ陸軍大佐 Werner Drews                      | 1958年6月1日  | 1960年6月15日 |
| 2  | ヴォルフガンク・ケストリン陸軍准将 Wolfgang Köstlin              | 1960年6月16日 | 1963年9月30日 |
| 3  | ヴィルヘルム・トマス陸軍大佐 Wilhelm Thomas                      | 1963年10月1日 | 1966年1月14日 |
| 4  | ライナー・シュワルツ陸軍大佐 Rainer Schwartz                     | 1966年1月15日 | 1967年9月30日 |
| 5  | ギュンター＝ヨアヒム・ローへ陸軍准将 Günther-Joachim Rothe       | 1967年10月1日 | 1970年9月30日 |
| 6  | ミヒャエル・グレイプ陸軍准将 Michael Greipl                      | 1970年10月1日 | 1975年9月30日 |
| 7  | エーベルハルト・グルマー陸軍大佐 Eberhard Grumer                 | 1975年10月1日 | 1979年9月30日 |
| 8  | クルト＝ヨーゼフ・ヴィーザー陸軍大佐 Kurt-Josef Veeser           | 1979年10月1日 | 1981年9月24日 |
| 9  | ホルスト・アルブレヒト陸軍大佐 Horst Albrecht                    | 1981年9月25日 | 1984年3月31日 |
| 10 | アルノ・シェーファー陸軍大佐 Arno Schäfer                        | 1984年4月1日  | 1986年3月31日 |
| 11 | クラウス・ナウマン陸軍大佐 Klaus Naumann                         | 1986年4月1日  | 1986年3月31日 |
| 12 | コンラート・バーダー陸軍大佐 Konrad Bader                        | 1986年4月1日  | 1989年3月31日 |
| 13 | クリスティアン・マイヤー＝プレッフ陸軍准将 Christian Meyer-Plath | 1989年4月1日  | 1993年9月30日 |
| 14 | クラウス・ハルトマン陸軍准将 Klaus Hartmann                      | 1993年10月1日 | 1995年9月30日 |
| 15 | ヤン・オーリンク陸軍大佐 de:Jan Oerding                          | 1995年10月1日 | 1998年        |
| 16 | クラウス・フェルトマン陸軍大佐 de:Klaus Feldmann (Soldat)        | 1999年        | 2003年        |
| 17 | ハンス＝クリストフ・アモン陸軍大佐 de:Hans-Christoph Ammon       | 2003年        | 2005年        |
| 18 | ヨーゼフ・ブロッツ陸軍大佐 de:Josef Blotz                        | 2005年        | 2007年9月28日 |
| 19 | ヨアヒム・ポロック陸軍大佐 Joachim Pollok                        | 2007年9月28日 | 2008年3月31日 |